# 十八盘乡
十八盘乡，是中华人民共和国河南省洛陽市汝阳县下辖的一个乡镇级行政单位。

## 行政区划
十八盘乡下辖以下地区：
十八盘村、登山村、刘沟村、木庄村、蒿坪村、斜纹村、刘坑村、干里村、马寺村、竹元村、鸭兰村、刘坡村、青山村、申庄村、汝河村和赵庄村。